# Барнсли

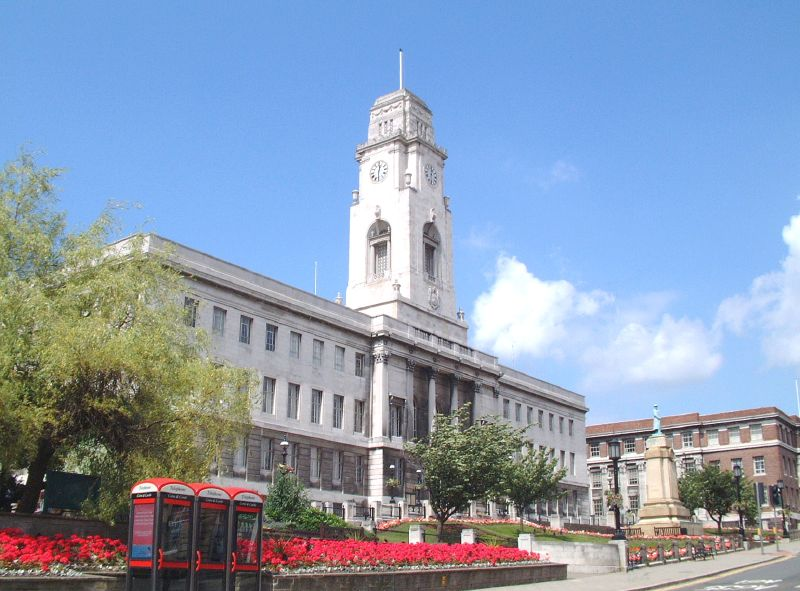
Barnsley Town Hall

Ба́рнсли (англ. Barnsley )  — город в графстве Саут-Йоркшир (Англия), расположенный на реке Дерн в 19 километрах на север от Шеффилда, крупнейшего города в Саут-Йоркшире. Вместе с окружающими его населёнными пунктами город входит в муниципальный район Барнсли и является его административным центром. В 2001 году в городе проживали около 71,5 тысяч человек. В прошлом Барнсли являлся центром угольной промышленности и славился производством стекла. Барнсли расположен около магистралей М1, М62 и А1. Муниципальный район после переписи 2001 года насчитывал 218 063 человека. В черте города проживало 71 599 жителей.
Город является промышленным центром по добыче угля. В Барнсли находятся несколько заводов по переработке стекла. Город известен своими традиционными духовыми оркестрами, являющимися самыми популярными во всей Великобритании.

## Города-побратимы
- Горловка, Украина.